# Jenny Jones
Jennifer Marie "Jenny" Jones (ur. 3 lipca 1980 w Bristolu) – brytyjska snowboardzistka, specjalizująca się w konkurencjach halfpipe i slopestyle, brązowa medalistka olimpijska.

## Kariera
Po raz pierwszy na arenie międzynarodowej pojawiła się 8 września 2001 roku w Cardronie, gdzie w mistrzostwach Nowej Zelandii zwyciężyła w halfpipe’ie. Nigdy nie brała udziału w mistrzostwach świata juniorów.
W zawodach Pucharu Świata zadebiutowała 7 grudnia 2001 roku w Whistler, zajmując 31. miejsce w halfpipe’ie. Pierwsze pucharowe punkty wywalczyła dwa dni później w tej samej miejscowości, zajmując 26. miejsce. Na podium zawodów tego cyklu jedyny raz stanęła 19 sierpnia 2013 roku w Cardronie, kończąc rywalizację w slopestyle'u na drugiej pozycji. W zawodach tych rozdzieliła Jamie Anderson z USA i Cheryl Maas z Holandii. Najlepsze wyniki osiągnęła w sezonie 2012/2013, kiedy to zajęła 41. miejsce w klasyfikacji generalnej AFU, natomiast w klasyfikacji slopestyle'u była trzynasta.
W 2014 roku zdobyła brązowy medal w slopestyle'u na igrzyskach olimpijskich w Soczi. Lepsze były tam tylko Jamie Anderson i Enni Rukajärvi z Finlandii. Był to jej jedyny start olimpijski. Wystąpiła też na rozgrywanych rok wcześniej mistrzostwach świata w Stoneham, gdzie była szósta w tej konkurencji. Jest również trzykrotną medalistką Winter X Games, w tym dwukrotną złotą medalistką w slopestyle'u z lat 2009 i 2010.
W 2014 roku zakończyła karierę.

## Osiągnięcia

### Igrzyska olimpijskie
| Miejsce | Dzień    | Rok  | Miejscowość | Konkurencja | Zwyciężczyni   |
| ------- | -------- | ---- | ----------- | ----------- | -------------- |
| 3.      | 9 lutego | 2014 | Soczi       | Slopestyle  | Jamie Anderson |

### Mistrzostwa świata
| Miejsce | Dzień       | Rok  | Miejscowość | Konkurencja | Zwyciężczyni    |
| ------- | ----------- | ---- | ----------- | ----------- | --------------- |
| 6.      | 18 stycznia | 2013 | Stoneham    | Slopestyle  | Spencer O’Brien |

### Puchar Świata

#### Miejsca w klasyfikacji generalnej
- sezon 2001/2002: -
  - AFU[2]
- sezon 2012/2013: 41.
- sezon 2013/2014: 27.

#### Miejsca na podium w zawodach
1. Cardrona – 19 sierpnia 2013 (slopestyle) - 2. miejsce